# Placa de Manus

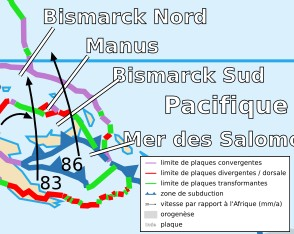
Mapa de la placa de Manus y placas vecinas (en francés).

La placa de Manus es una pequeña placa tectónica situada al noreste de la isla de Nueva Guinea. Se encuentra intercalada entre la placa de Bismarck del Norte y la placa de Bismarck del Sur.